# Zelicodes linearis
Zelicodes linearis là một loài bướm đêm trong họ Erebidae.